# Henryk Bieniewski
Henryk Bieniewski ps. Heniek, 2130 (ur. 21 kwietnia 1925 w Warszawie, zm. 24 września 2018 tamże) – polski krytyk teatralny, dziennikarz, publicysta, uczestnik powstania warszawskiego.

## Życiorys
Podczas II wojny światowej na tajnych kompletach ukończył szkołę średnią i zdał maturę 1943. Od 1941 roku należał do ruchu oporu: był członkiem Związku Walki Zbrojnej, Narodowej Organizacji Wojskowej oraz Armii Krajowej. Podczas powstania, w stopniu kaprala podchorążego, walczył w szeregach kompanii „Grażyna” batalionu „Harnaś” w Śródmieściu oraz na przyczółku czerniakowskim. W nocy 23/24 września 1944 roku przepłynął Wisłę na praską stronę.
W październiku 1945 roku ujawnił się przed Komisją Likwidacyjną Byłej Armii Krajowej Obszaru Centralnego. Następnie wyjechał do Poznania, gdzie w 1950 roku ukończył polonistykę na Uniwersytecie im. Adama Mickiewicza. Jednocześnie pracował zawodowo m.in. w Wojewódzkim Urzędzie Kontroli Prasy, jako aktor w teatrze lalkowym oraz korektor w „Expresie Poznańskim”. Następnie powrócił do Warszawy, gdzie podjął pracę w Redakcji Polskiej Literatury Współczesnej w Państwowym Instytucie Wydawniczym (1953–1963). Był inicjatorem powstania Redakcji Teatru PIW. Następnie dwukrotnie – w latach 1963–1968 oraz 1981–1985 – pełnił funkcję dyrektora Departamentu Teatru w Ministerstwie Kultury i Sztuki. Ponadto w latach 1968–1975 kierował Naczelną Redakcją Programów Teatralnych w Komitecie do spraw Radia i Telewizji, w okresie 1975–1981 był redaktorem naczelnym miesięcznika „Teatr”, a w latach 1985-88 – komentatorem teatralnym w IV Programie Polskiego Radia, gdzie prowadził cykl pt. „Fotel w czwartym rzędzie”. Był również członkiem: zarządu Klubu Krytyki Teatralnej Stowarzyszenia Dziennikarzy Polskich oraz polskiego oddziału Międzynarodowego Stowarzyszenia Krytyków Teatralnych AICT.
Jako publicysta wydał wspomnienia pt „Z deszczu pod rynnę” (2001) oraz zbiory felietonów: „Sto twarzy aktora” (2004) oraz „Teatr Telewizji i jego artyści” (2010). Tłumaczył również z języka rosyjskiego pisma Jewgienija Wachtangowa.

## Odznaczenia i nagrody
Henryk Bieniewski został odznaczony Warszawskim Krzyżem Powstańczym, Odznaką „Zasłużony Działacz Kultury” (1996) oraz uhonorowany Nagrodą im. Edwarda Csato w dziedzinie publicystyki (1986).